# South Hutchinson
South Hutchinson es una ciudad ubicada en el condado de Reno en el estado estadounidense de Kansas. En el año 2010 tenía una población de 2457 habitantes y una densidad poblacional de 336,58 personas por km².

## Geografía
South Hutchinson se encuentra ubicada en las coordenadas 38°1′38″N 97°56′23″O / 38.02722, -97.93972 (38.027185, -97.939769).

## Demografía
Según la Oficina del Censo en 2000 los ingresos medios por hogar en la localidad eran de $29,044 y los ingresos medios por familia eran $37,500. Los hombres tenían unos ingresos medios de $30,820 frente a los $19,779 para las mujeres. La renta per cápita para la localidad era de $17,445. Alrededor del 13.6% de la población estaban por debajo del umbral de pobreza.